# John Robertson (Politiker, 1787)
John Robertson (* 13. April 1787 bei Petersburg, Virginia; † 5. Juli 1873 bei Lynchburg, Virginia) war ein US-amerikanischer Politiker. Zwischen 1834 und 1839 vertrat er den Bundesstaat Virginia im US-Repräsentantenhaus.

## Werdegang
John Robertson war ein Bruder von Thomas B. Robertson (1779–1828), der unter anderem Gouverneur von Louisiana war, und Wyndham Robertson (1803–1888), einem Gouverneur von Virginia. Er besuchte die öffentlichen Schulen seiner Heimat und studierte danach am College of William & Mary in Williamsburg. Nach einem anschließenden Jurastudium und seiner Zulassung als Rechtsanwalt begann er in Richmond in diesem Beruf zu arbeiten. Gleichzeitig schlug er eine politische Laufbahn ein. Für einige Zeit bekleidete er das Amt des Attorney General seines Heimatstaates. Politisch war Robertson ein Gegner von Präsident Andrew Jackson. Er wurde zunächst Mitglied der National Republican Party und dann der Whig Party.
Nach dem Rücktritt des Abgeordneten Andrew Stevenson wurde Robertson bei der fälligen Nachwahl für den elften Sitz von Virginia als dessen Nachfolger in das US-Repräsentantenhaus in Washington, D.C. gewählt, wo er am 8. Dezember 1834 sein neues Mandat antrat. Nach zwei Wiederwahlen konnte er bis zum 3. März 1839 im Kongress verbleiben. Zwischen 1835 und 1837 vertrat er dort den 19. und dann den 18. Wahlbezirk seines Staates.
Nach dem Ende seiner Zeit im US-Repräsentantenhaus fungierte John Robertson als Richter am Kanzleigericht im Henrico County. Im Frühjahr 1861 war er Delegierter auf einer Konferenz in Washington, auf der erfolglos versucht wurde, den Ausbruch des Bürgerkrieges zu verhindern. Zwischen 1861 und 1863 saß er im Senat von Virginia. John Robertson starb am 5. Juli 1873 auf dem Anwesen Mount Athos nahe Lynchburg.